# 大倫敦
大倫敦，位於英國英格蘭東南部，是英格蘭下屬的一級行政區劃之一，範圍大致包含英國首都倫敦首都直轄市與其周圍的衛星城鎮所組成的都會區。行政上，該區域是依據1965年施行的《1963年倫敦政府法令》設置，其下包含倫敦城（倫敦市）與32個倫敦自治市（鎮），共33個次級行政區。除了是英格蘭的一級行政區外，大倫敦在英國脫歐之前也是歐洲議會選區（European Parliament constituency）之一，設有9個歐洲議會議員（MEPs）席次。除了是整個英國的行政中樞所在地外，大倫敦地區也是全國人均國內生產毛額最高的行政區。
大倫敦地區面積為1,579平方公里，在剛進入21世紀時歡慶過人口突破7百萬的里程碑，根據2014年年中統計，大倫敦地區人口為8,546,761人。大倫敦地區的北半緊鄰東英格蘭的埃塞克斯郡與赫特福特郡，南半則與東南英格蘭的白金漢郡、伯克郡、薩里郡與肯特郡為鄰。上述首都圈外圍郡份為通勤居住帶，合稱「倫敦周圍各郡」（Home counties）。

## 定義
雖然在一般的觀念中，大倫敦是一個「城市」，但在英格蘭的行政制度上它並不具有城市地位，反而是大倫敦底下兩個次級行政區，倫敦市（又譯倫敦金融城，City of London）與西敏市（City of Westminster），分別都具有城市地位。但根據《1997年郡尉職權法案》（Lieutenancies Act 1997），大倫敦與倫敦市（City of London）皆為名義上的「郡」級單位（名譽郡）。

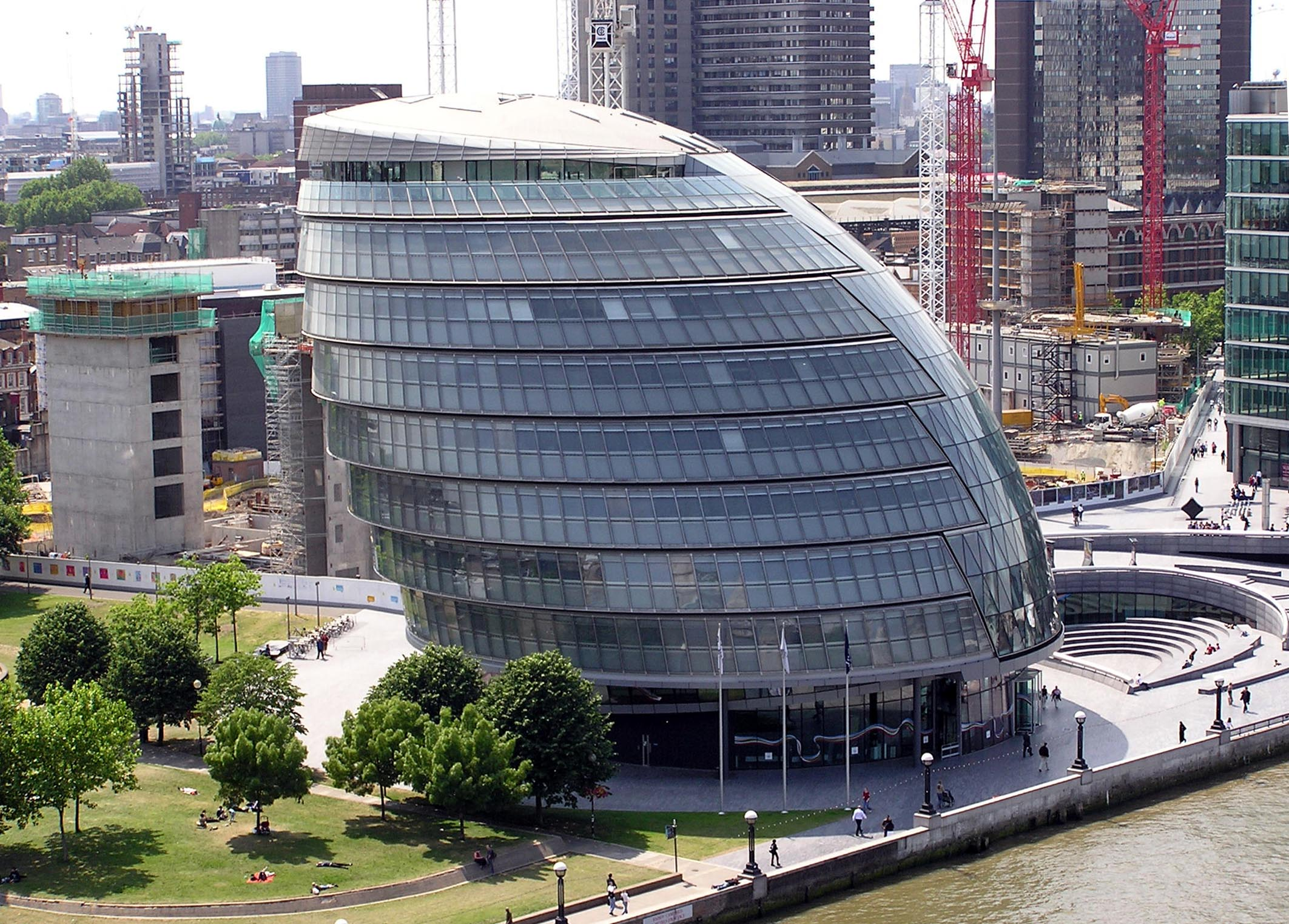
位於泰晤士河南岸的大倫敦市政廳

形式上，不計入倫敦金融城在內的大倫敦地區設有大倫敦郡尉（Lord Lieutenant of Greater London）；實務上，倫敦警察廳轄區（Metropolitan Police District，MPD）也是以扣除掉倫敦金融城（擁有自己獨立的警察體系倫敦金融城警察局）的大倫敦地區作為管轄的涵蓋範圍。
不同的定義下，大倫敦地區又可以進一步再分割成不同的次區域。1965年時，內倫敦教育局（Inner London Education Authority，ILEA）將位於大倫敦中央的12個自治市合稱為內倫敦，此區域以外的其他自治市則稱為外倫敦（Outer London），此分區方式一直沿用在不同的用途上，例如統計區域的分界等。除了內外倫敦的分割外，配合都市計畫的需要，大倫敦也被分為五個不同的區域；分別是中倫敦（Central London）、東倫敦、北倫敦、南倫敦與西倫敦。由於分區方法不同，此處的中倫敦並不能與前面的內倫敦互換。

## 政府
大倫敦地區整體政務由大倫敦政府（Greater London Authority，縮寫GLA）負責規劃和管理，另外與33個區政府分享地方行政權力。

### 區域政府
大倫敦是英格蘭所有的一級行政區之中，唯一一個擁有直接民選首長的行政區，也是英國第一個民選市長。現任大倫敦市長（Mayor of London）是簡薩迪（Sadiq Khan），其職責是率領大倫敦政府規劃與執行倫敦的社會、環境與經濟發展政策，市長任期為四年一屆。除了市長與其所率領的行政團隊外，GLA的另外一個組成單位是由25位議員組成的倫敦議會（London Assembly）。倫敦議會的主要職責是監督市長的施政，但除了預算方面的控制與在重大法案中提出意見外，一般來說倫敦市長本身擁有非常高度的決策權限。

### 地方政府
大倫敦地區下轄的倫敦市（City of London）與32個倫敦自治市（London Boroughs）皆有各自的管理單位。自治市的管理單位稱為倫敦自治市議會（London Borough Councils）；而倫敦市則由一個迥異於其他市鎮的政府組織，稱為倫敦市法團（City of London Corporation）管理，其歷史可以回溯至12世紀。
在32個倫敦自治市當中，只有西敏市（City of Westminster）使用「市」（City）的行政區名；泰晤士河畔京士頓區（Kingston upon Thames），肯辛頓-切爾西區（Kensington and Chelsea）及格林尼治區（Greenwich）因為與英國皇室之間有較獨特的淵源，而稱為皇家自治市（Royal Borough）；這只是名稱上的分別，在法理上仍屬於倫敦自治市，並沒有特權。
一般來說，倫敦市與32個倫敦自治市可以被視為是與英格蘭的一級行政區單一管理區（Unitary authorities）同等位階的行政單位，但在法理上卻仍然是倫敦自治市委員會及倫敦市法團的下轄單位。雖然擁有同樣的法理地位，但在實際行政上，倫敦市法團比其他倫敦自治市議會擁有更多的行政權力，例如擁有土地權及獨立的警察團隊。
這33個地方自治單位全都是協會組織「倫敦自治市議會聯會」（London Councils）的成員。

## 人口
以人口計算，最大的6個倫敦自治市依序是：克羅伊登區（337,000）、巴尼特區（328,600）、伊靈區（306,400）、布羅姆利區（299,100）、恩菲爾德區（285,300）、旺茲沃思區（279,000）。

## 地理
大倫敦大致上包含了大倫敦都會區，四周均被M25外環高速公路及倫敦綠帶圈（Metropolitan Green Belt）圍繞，北半緊鄰東英格蘭的埃塞克斯郡與赫特福特郡，南半則與東南英格蘭的白金漢郡、伯克郡、薩里郡與肯特郡為鄰。

## 气候
受北大西洋暖流和西风带影响，为温带海洋性气候。伦敦市区因常常充满着潮湿的空氣，燃煤歷史長致空氣多塵提供凝結核，故而霧甚，別稱“雾都”。
| 倫敦 (格林尼治)                                                                              | 倫敦 (格林尼治) | 倫敦 (格林尼治) | 倫敦 (格林尼治) | 倫敦 (格林尼治) | 倫敦 (格林尼治) | 倫敦 (格林尼治) | 倫敦 (格林尼治) | 倫敦 (格林尼治) | 倫敦 (格林尼治) | 倫敦 (格林尼治) | 倫敦 (格林尼治) | 倫敦 (格林尼治) | 倫敦 (格林尼治) |
| 月份                                                                                         | 1月             | 2月             | 3月             | 4月             | 5月             | 6月             | 7月             | 8月             | 9月             | 10月            | 11月            | 12月            | 全年            |
| -------------------------------------------------------------------------------------------- | --------------- | --------------- | --------------- | --------------- | --------------- | --------------- | --------------- | --------------- | --------------- | --------------- | --------------- | --------------- | --------------- |
| 历史最高温 °C（°F）                                                                          | 18.5 (65.3)     | 19.7 (67.5)     | 25.3 (77.5)     | 29.8 (85.6)     | 32.8 (91.0)     | 35.6 (96.1)     | 36.5 (97.7)     | 38.1 (100.6)    | 35.4 (95.7)     | 29.9 (85.8)     | 21.1 (70.0)     | 17.7 (63.9)     | 38.1 (100.6)    |
| 平均高温 °C（°F）                                                                            | 8.3 (46.9)      | 8.5 (47.3)      | 11.4 (52.5)     | 14.2 (57.6)     | 17.7 (63.9)     | 20.7 (69.3)     | 23.2 (73.8)     | 22.9 (73.2)     | 19.7 (67.5)     | 15.6 (60.1)     | 11.4 (52.5)     | 8.6 (47.5)      | 15.2 (59.4)     |
| 平均低温 °C（°F）                                                                            | 2.6 (36.7)      | 2.4 (36.3)      | 4.1 (39.4)      | 5.4 (41.7)      | 8.4 (47.1)      | 12.2 (54.0)     | 14.2 (57.6)     | 14.0 (57.2)     | 11.2 (52.2)     | 8.3 (46.9)      | 5.1 (41.2)      | 2.8 (37.0)      | 7.5 (45.5)      |
| 历史最低温 °C（°F）                                                                          | −10.0 (14.0)    | −9.0 (15.8)     | −8.0 (17.6)     | −2.0 (28.4)     | −1.0 (30.2)     | 5.0 (41.0)      | 7.0 (44.6)      | 6.0 (42.8)      | 3.0 (37.4)      | −4.0 (24.8)     | −5.0 (23.0)     | −7.0 (19.4)     | −10.0 (14.0)    |
| 平均降水量 mm（）                                                                            | 51.6 (2.03)     | 38.2 (1.50)     | 40.5 (1.59)     | 45.0 (1.77)     | 46.5 (1.83)     | 47.3 (1.86)     | 41.1 (1.62)     | 51.6 (2.03)     | 50.4 (1.98)     | 68.8 (2.71)     | 58.0 (2.28)     | 53.0 (2.09)     | 591.8 (23.30)   |
| 平均降雪量 cm（）                                                                            | 24.4 (9.6)      | 10.8 (4.3)      | 2.7 (1.1)       | 0.4 (0.2)       | 0 (0)           | 0 (0)           | 0 (0)           | 0 (0)           | 0 (0)           | 0 (0)           | 0.2 (0.1)       | 8.2 (3.2)       | 46.7 (18.5)     |
| 平均降雨天数（≥ 1.0 mm）                                                                     | 10.8            | 8.5             | 9.6             | 9.4             | 9.0             | 8.3             | 8.0             | 7.6             | 8.5             | 10.7            | 10.1            | 9.9             | 110.4           |
| 平均降雪天数                                                                                 | 4               | 4               | 3               | 1               | 0               | 0               | 0               | 0               | 0               | 0               | 1               | 3               | 16              |
| 平均相對濕度（％）                                                                           | 91              | 89              | 91              | 90              | 92              | 92              | 93              | 95              | 96              | 95              | 93              | 91              | 92              |
| 月均日照時數                                                                                 | 49.9            | 71.4            | 107.1           | 159.8           | 181.2           | 181.0           | 192.1           | 195.1           | 138.9           | 108.1           | 58.5            | 37.4            | 1,480.5         |
| 来源1：Record highs and lows from BBC天氣,except August and February maximum from 英國氣象局 |                 |                 |                 |                 |                 |                 |                 |                 |                 |                 |                 |                 |                 |
| 来源2：All other data from 英國氣象局,except for humidity and snow data which are from NOAA  |                 |                 |                 |                 |                 |                 |                 |                 |                 |                 |                 |                 |                 |

## 外部連結
- （英文）大倫敦政府（页面存档备份，存于）